# Сержант Бертран
Сержа́нт Бертра́н (полное имя — Франсуа́ Бертра́н, фр. François Bertrand; 29 октября 1823, Вуазе — 25 февраля 1878, Гавр), также известен как Монпарнасский вампир (фр. Vampire du Montparnasse) и  Сержант-некрофил (фр. Sergent nécrophile) — французский солдат, сержант, военный инженер 74-го полка французской армии, некрофил и осуждённый преступник, живший в XIX веке и прославившийся благодаря своей склонности к некрофилии и некросадизму. Случай сержанта Бертрана подробно описан, в частности, Рихардом фон Крафтом-Эбингом в книге «Половая психопатия». От имени сержанта Бертрана образован термин бертранизм, синоним термина «некросадизм».
Современники также подозревали Бертрана в «модных» в середине XIX века, но абсолютно фантастических заболеваниях — вампиризме и териантропии.

## Биография
Франсуа Бертран родился в пользовавшейся уважением крестьянской семье. В плане наследственности ничто не предвещало отклонений, кроме того обстоятельства, что его дядя умер сумасшедшим. В детстве Франсуа не болел, хотя был очень раздражителен, имел астеническое телосложение и отличался большой ловкостью. Учился в семинарии, затем был призван в армию. Имел хорошие отзывы по службе, ладил со всеми сослуживцами. Был религиозен, но не фанатичен, терпеть не мог непристойных шуток и разговоров. Его описывали как человека замкнутого и нелюдимого.

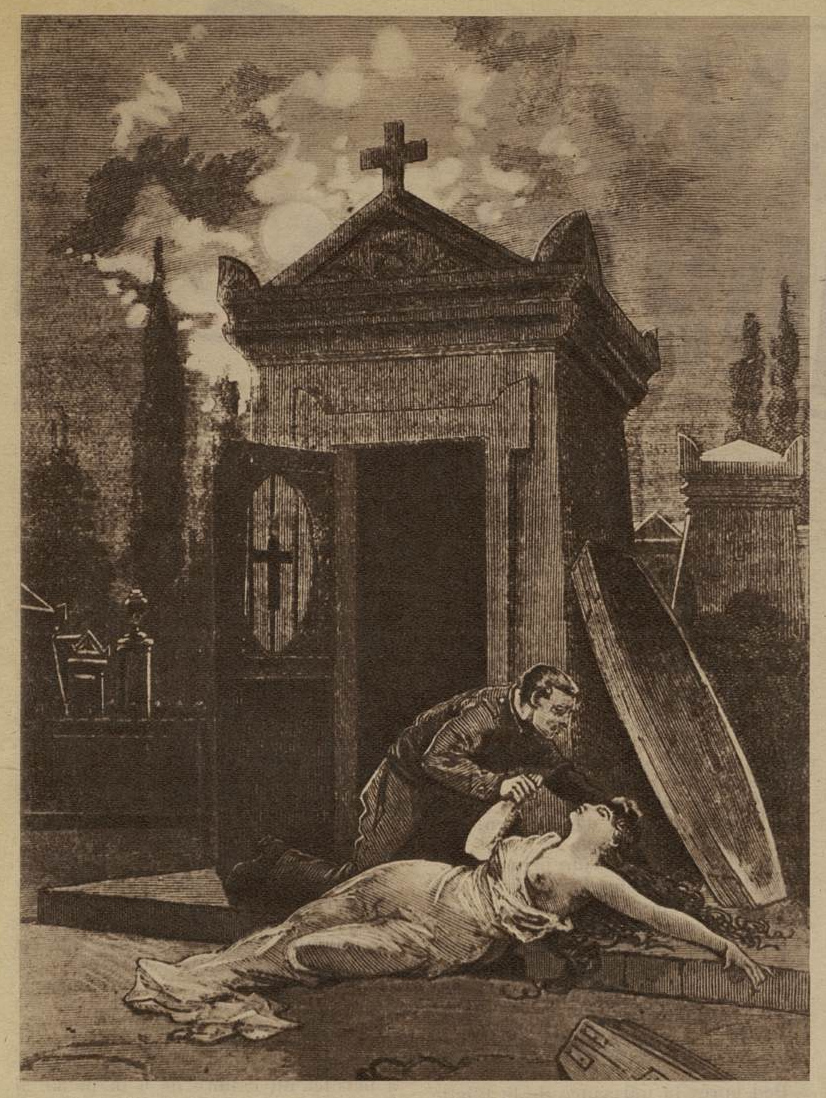
Сержант Бертран на гравюре из книги Р. Крафта-Эбинга «Половая психопатия»

Юный Бертран рано обнаружил в себе любовь к разрушению — ему нравилось ломать и кромсать вещи. Начал активно заниматься мастурбацией уже в восьмилетнем возрасте. В девять лет почувствовал сильную тягу к лицам другого пола, в тринадцать — страстное стремление к половому сношению с женщинами. С этого момента у него начали появляться склонности к половым извращениям. Не имея возможности удовлетворить свои желания, он предавался онанизму, причём воображение рисовало ему комнату, наполненную обнажёнными женщинами, которых он истязал и мучил после совершения полового акта. Затем он начал представлять женские трупы, которые в своих мечтах подвергал осквернению. Иногда ему представлялся секс и с мужскими трупами, но такие картины вызывали у него отвращение.
Затем Бертран ощутил непреодолимую жажду воплотить свои фантазии в реальности. Первое время ему пришлось довольствоваться трупами животных, раскапывая которые, он мастурбировал. С 1846 года для добычи свежих трупов он начал сам убивать собак. К концу этого года он впервые осознал потребность обладания человеческим трупом. В 1847 году Бертран заметил на кладбище полузасыпанную могилу, его охватили сильная головная боль и сердцебиение, и он не смог устоять перед искушением раскопать её, несмотря на опасность быть застигнутым за этим занятием. Он извлёк тело, но под рукой не оказалось ничего острого, чем бы он мог рассечь его на куски. Тогда Бертран стал в ярости наносить по трупу удары могильной лопатой.
В 1847-48 годах примерно каждые две недели у Бертрана начинались сильные головные боли, унять которые можно было только очередным надругательством над трупом, что он и проделывал, пробираясь на кладбища и подвергаясь большому риску быть обнаруженным. Трупы он вырывал голыми руками, даже не чувствуя боли от содранной кожи. Вырыв труп, он рассекал его саблей или ножом и вынимал внутренности. Совершая все эти манипуляции, он мастурбировал. Изрезав труп на куски, он складывал все его фрагменты обратно в могилу и зарывал её.
В июле 1848 года Бертрану попалось тело шестнадцатилетней девушки. Его впервые охватило страстное желание совершить совокупление с трупом.

«…Я покрыл его поцелуями и бешено прижимал его к сердцу. Все, что можно испытать при сношении с живой женщиной, ничто в сравнении с полученным мною наслаждением. Через четверть часа после этого я по обыкновению рассек тело на куски, вынул внутренности, а затем опять закопал труп…»

В дальнейшем он начал практиковать половые акты с трупами людей (причём как женщин, так и мужчин) и животных. После совокупления Бертран обезображивал и расчленял трупы. При этом надругательство над телом было кульминацией всего ритуала, и позднее Бертран признавался, что именно ради процесса рассечения тела, а не полового акта, он раскапывал могилы. Совокупление было лишь прелюдией, усиливавшей наслаждение. Без рассечения, извлечения внутренностей и последующего возвращения трупа в могилу ритуал не мог быть закончен. Крафт-Эбинг даже упоминает, что Бертрану случалось совершить совокупление с одним трупом, а затем рассечь — по каким-то причинам — другой. Бертран бесчинствовал на парижских кладбищах недалеко от гарнизона, в котором служил.
Его арестовали в марте 1849 года, когда он был ранен из самострела, установленного могильщиками на кладбище, и обратился за медицинской помощью. Обвинения вызвали изумление у сослуживцев Бертрана, которые о его наклонностях не подозревали. На следствии он заявил, что не может объяснить, почему совершил все эти преступления. Через месяц после поимки Бертрана его дело было на первых полосах всех парижских газет. Было доказано более двенадцати эпизодов надругательства над могилами. Военная медицинская комиссия признала случай Бертрана «мономанией». Военный суд приговорил его по обвинению в осквернении могил и надругательстве над трупами к одному году тюрьмы. 
Писатель и журналист Мишель Дансель, который описал похождения Бертрана в своей книге «Сержант Бертран: Портрет счастливого некрофила», проследил его дальнейшую жизнь после освобождения из тюрьмы: Бертран был зачислен во 2-й батальон легкой пехоты в Африке, ответственный за строительство дорог в Алжире, а затем вернулся к гражданской жизни. В 1856 году он женился в Гавре и сменил несколько профессий: клерк, почтальон, смотритель маяка. Мишель Дансель приписывал ему два случая осквернения захоронений, которые произошли в районе Гавра в 1864 и 1867 годах.

## Исследования
Девиантное поведение Бертрана изучалось многими психиатрами и исследователями сексуальных девиаций. Так, американский специалист по агрессивному сексуальному поведению доктор Юджин Ревич (в соавторстве с Льюисом Шлезингером) подробно описывал случай Бертрана в своей книге «Убийство на сексуальной почве и сексуальная агрессия: феномен, психопатология, психодинамика и прогноз».

## Обвинения в вампиризме и ликантропии
Помимо указанных преступлений, Бертрана подозревали в вампиризме — при жизни он даже получил прозвище Вампир с Монпарнаса — а также в модном тогда заболевании — ликантропии, то есть в умении превращаться в волка. В частности, как аргумент приводятся допросы Бертрана, где он утверждает, что:

«… Я возвращался, судорожно дрожа и ощущая потребность в передышке. Я засыпал, не важно, где, и мог проспать несколько часов; но во время этого сна я слышал всё, что происходило вокруг. Иногда я выкапывал по десять-пятнадцать тел за ночь. Я выкапывал их голыми руками, которые часто были изодраны и окровавлены от того, что мне приходилось ими делать; но меня это не волновало, пока я не добирался до тел…»Оригинальный текст (англ.)I withdrew, trembling convulsively, feeling a great desire for repose. I fell asleep, no matter where, and slept for several hours; but during this sleep I heard everything that passed around me. I have sometimes exhumed from ten to fifteen bodies in a night. I dug them up with my hands, which were often torn and bleeding with the labour I underwent; but I minded nothing, so that I could get at them. — Из книги «Проклятие оборотня»
Изучением наличия этого мифического заболевания у Бертрана занимались многие учёные, эссеисты, писатели и медики. Так, Александр Янг (англ. Alexander Young) в 1873 году в статье для журнала «Appleton’s Journal of literature, science and art» назвал Бертрана не столько оборотнем, сколько «человеком-гиеной». Эндрю Винтер заявлял, что «в случае Бертрана, мы имеем дело с типичным примером ликантропии в девятнадцатом веке и именно с помощью этой истории мы получаем ключ к чудовищным историям прошлого».

## Подражатель
В 1886 году в Париже появился подражатель Бертрана, некий Анри Бло (фр. Henri Blot), который также совершал преступления с элементами вандализма и некрофилии.

## Отражение в культуре
- Российский театр blackSKYwhite в 1995 году выпустил спектакль «Игрушки Бертрана». В аннотации говорилось: «Земля достаточно велика, чтобы ты уничтожил опасность, спрятавшись от нее, но всё меняется, когда ты встречаешь Сержанта Бертрана. Вселенная съёживается в такой маленький комок, что вглядываясь вперёд, ты видишь только собственную спину. И словно чтобы компенсировать это невероятное уменьшение внешнего мира, мир внутренний, казавшийся родным и уютным, с сухим шорохом рассыпается в неизмеримый хаос, тьму внешнюю. Мир неудержимо распадается на две части, в которых ты равно не властен, для которых ты всего лишь граница, неспособная что-либо изменить и своим существованием лишь препятствующая его единству...».
- В рассказе Ги де Мопассана «Могила» суд над главным героем начинается со сравнения прокурором «его деяний с ужасными преступлениями Сержанта Бертрана»[11].
- В 1994 году российская группа «Апрельский марш» записала песню «Сержант Бертран», вошедшую в одноимённый альбом[12].
- Бертран стал героем романа Александра Скоробогатова «Сержант Бертран» (1992 год)[13].
- История сержанта Бертрана также была использована в сюжетной линии триллера «The Werewolf of Paris» Гая Эндора, в котором подробно описывается судебный процесс над ним[14].
- Канадский скульптор-сюрреалист Жан Бенуа (фр. Jean Benoît) посвятил Сержанту Бертрану серию работ под общим названием «The Necrophile» (1965—1966)[15]
- В 1992 году в городе Ростов-на-Дону был организован панк-проект «Сержант Бертран»[16].
- В 2019 году Сержант Бертран упоминается в песне «Слишком длинная ночь» молодёжной эмо-кабаре-поп-панк группы «ШАРЫ».